# Bjarni Þorsteinsson
Bjarni Þorsteinsson, född 14 oktober 1861, död 1938, var en isländsk präst och tonsättare. 

## Biografi
Bjarni Þorsteinsson blev student i Reykjavik 1883, kyrkoherde i Siglufjörður på Islands nordkust 1888 och senare i Hvanneyri pastorat. Han komponerade en- och flerstämmiga Íslenzkur hátiðasöngur eða vixlsöngur prests og safnaðar (1899; liturgiska sånger för kyrkliga högtidsdagar), som vitsordades gynnsamt av skandinaviska fackmän, och Tíu sönglög (1904) samt utgav "Íslenzk sálmasöngbók" (1903, supplement 1912; i fyrstämmig sättning) och "Íslenzk þjóðlög" (1906–1909), en betydande mängd gamla isländska folkmelodier, som han samlat.